# 크리스텔 코르닐
크리스텔 코르닐(Christelle Cornil, 1977년 8월 8일 ~ )은 벨기에의 배우이다.

## 출연 작품
- 러브 이즈 데드 (2016)
- 언노운 걸 (2016)
- 더 그레이트 디바이드 (2015)
- 땡큐, 대디 (2014)
- 내일을 위한 시간 (2014)
- 더 컨커러스 (2013)
- 미스터 모건스 라스트 러브 (2013)
- 피부색깔=꿀색 (2012)
- 마일스 프롬 애니웨어 (2011)
- 라이어 (2009)
- OSS 117: 리오 대작전 (2009)
- 미스터 노바디 (2009)
- 시스터 스마일 (2009)
- 줄리 & 줄리아 (2009)
- 미녀들의 전쟁 (2008)
- 마지막 바캉스 (2007)
- 미스터 애버리지 (2006)
- 따뜻한 수면 (2006)
- 나의 천사 (2004)